# Pitomača
Pitomača ist eine Gemeinde in der Gespanschaft Virovitica-Podravina in Kroatien.